# Осока солелюбивая
Осока солелюбивая (лат. Carex salina) — вид травянистых растений рода Осока (Carex) семейства Осоковые (Cyperaceae).

## Ботаническое описание
Многолетнее травянистое растение. Корневище с побегами. Стебли прямостоячие, трёхгранные, гладкие, 15—35 см высотой и около 1 мм толщиной, в нижней части одетые буровато-зеленоватыми влагалищами, из которых самые нижние безлистные. Листья равны или длиннее стеблей, прямые, плоские, желтовато-зелёные, 3—4 мм шириной, в верхней части по краям шереховатые.
Соцветие негустое, 6—12 см длиной, состоит из 4—6 колосков; мужские в числе 1—2, редко 3, линейные; женских 2—4, прилегающих к оси соцветия, на верхушке нередко с небольшим числом мужских цветков; они цилиндрические или цилиндрически-продолговатые, к основанию иногда суженные, 2—5,5 см длиной и 3—5 мм шириной, снабжены короткими (2—8 мм длиной) цветоносами, выходящими из пазух безвлагалищных листовидных прицветников, почти равных всему соцветию. Прицветные чешуйки у женских колосков в нижней своей половине продолговато-яйцевидные, к верхушке ланцетовидно-суженные и тонко-заострённые, 3—5 мм длиной и около 1 мм шириной, тёмно-коричневые, с широкой бледно-зелёной срединной полоской, по краям с очень узкой беловато-плёнчатой каймой. Мешочки почти одинаковой длины с чешуйками, не считая тонкое заострение последних, но более широкие, широкояйцевидные, с одной стороны плоские, с другой полого выпуклые, с 3—5 жилками, 2,5—3 мм длиной, зеленовато-серые, при основании с маленькой ножкой (¼—½ мм длиной), на верхушке быстро переходящие в короткий (⅙—⅕ мм длиной), немного выемчатый носик. Рылец 2.

## Синонимы
- Carex bracteata Giseke ex Boott (1867), nom. illeg.
- Carex discolor F.Nyl. (1846) — Осока пёстрая
- Carex epigejos (Laest.) Fr. (1843)
- Carex lanceata Dewey (1836)
- Carex lineola C.A.Mey. ex Fr. (1843), pro syn.
- Carex salinoides Beurl. (1853)
- Carex thulensis Fr. (1865), nom. nud.
- Neskiza salina (Wahlenb.) Raf. (1840)
- Vignea salina (Wahlenb.) Rchb. (1830)

и другие.